# 甘肃省教育厅
甘肃省教育厅是甘肃省人民政府的组成部门、主管甘肃省教育工作的省级教育行政部门。